# Зухра Акчуріна
Зухра Акчуріна (тат. Зөһрә Акчурина, у шлюбі Бібі-Зухра Асфандіяр кизи Гаспрали (Гаспринська) (тат. Биби-Зөһрә Әсфәндияр кызы Гаспралы (Гаспринская)), в російськомовних документах: Зухра (Бібі-Зегра) Асфандіярівна Акчуріна (тат. Зухра (Биби-Зегра) Асфандияровна Акчурина); 1862, Старотимошкино, Симбірська губернія, Російська імперія — 13 квітня 1903, Таврійська губернія, Російська імперія) — перша татарська журналістка, одна з видавниць газети «Терджиман». 1893 року відкрила в Бахчисараї початкову школу нового методу для дівчаток і 10 років очолювала її.
Дружина кримськотатарського просвітителя Ісмаїла Гаспринського, мати журналістів Рифата Гаспринського та Шефіки Гаспринської, які також були видавцями газети «Терджиман».

## Життєпис
Зухра Акчуріна народилася 1862 року в селі Стара Тимошкина Сенгілеївського повіту Симбірської губернії у відомому татарському князівському роді Акчуріних. Батько — Асфандіяр Акчурін, мати — Фатіма Акчуріна.
Дитинство провела в селі Коромисловка. Вже з дитинства відрізнялася від однолітків: була «красива, моторна, вирізнялася особливим, властивим саме їй, складом розуму, була хорошою співрозмовницею». З дитинства навчалася вдома, отримала гарну на ті часи освіту і мусульманське виховання. За прикладом сім'ї Асилзат, її батьки найняли гувернантку російського походження, яка навчала Зухру російської мови, російської літератури і музики.

### Шлюб з Ісмаїлом Гаспринським
Дядько Зухри Ібрагім Курамшаєвич Акчурін (1859—?), закінчивши Симбірський кадетський корпус, вирушив на лікування в Крим, разом з ним поїхала Зухра. 1880 року в Криму Акчуріни познайомилися з Ісмаїлом Гаспринським, міським головою Бахчисарая. Ознайомившись із брошурою Ісмаїла «Російське мусульманство», в якій ішлося про необхідність запозичення російської та європейської культур для потреб мусульман Росії, Акчуріни були вражені його поглядами. Про свою першу зустріч із Зухрою Гаспринський згадував так: «Мені здавалося, що над нею не кипить вода».

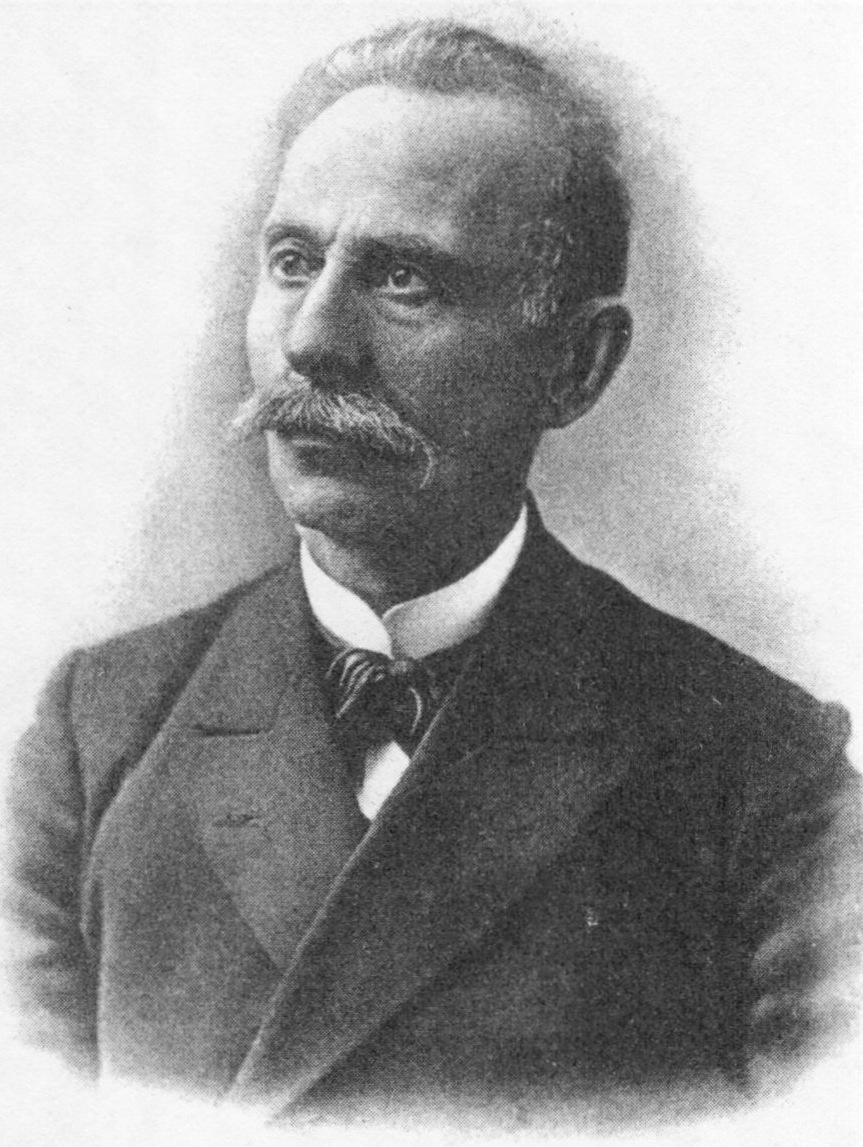
Чоловік Зухри Акчуріної Ісмаїл Гаспринський

Повернувшись до Симбірська, Зухра першою написала Гаспринському. Обмінявшись листами, через деякий час вони вирішують «зв'язати свою долю». Зустрівшись 1881 року на Макарджинському ярмарку, Гаспринський попросив Ібрагіма Акчуріна стати посередником між ним і батьком Зухри, але не отримав згоди.
Ісмаїл вирішив сам вирушити в Коромисловку. Зупинившись у сусідньому російському селі, він послав повідомлення, що їде до Зухри. Однак Асфандіяр-ефенді не погодився видати дочку за вихідця зі знатного роду Ісмаїла Гаспринського. Але вони вирішують бути разом. Вночі в Акчуринському саду за участю двох свідків підписано своєрідну шлюбну угоду тих часів — алдим-бірдем («взяв-віддав»). Вранці його представили Асфандіяру. Батько Зухри наказав призупинити роботу на фабриці і побити робочим непроханого гостя. Тоді Зухра вибігла на балкон зі словами: «Я твоя! Я навіки буду твоєю!». Гаспринського врятувала наявність на ньому мундиру міського голови, вишитого золотом: робітники не наважувалися підняти руку на людину в такому мундирі.
Ісмаїл Гаспринський, сподіваючись на захист, поїхав до Уфи до муфтія Салімгарея Тевкелєва. Муфтій визнав підписану в присутності свідків угоду і запропонував главі роду Тимербулату Курамшиновичу Акчуріну (1826—1906) вирішити справу мирним шляхом. Після цього Акчуріни прийняли рішення влаштувати весілля.
Стаття Гаяза Ісхакі про весільну подію «Ісмаїл-бек, Зухра-ханум Гаспринські», що вийшла в газеті «Іл» після смерті І. Гаспринського, викликала невдоволення в роду Акчуріних. Ібрагім Акчурін і Махбубзамал Акчуріна написали статті у відповідь, в яких зробили акцент на тому, що, хоча весілля спочатку кинуло тінь на стосунки між сім'ями, згодом між ними встановилася дружба. Різаітдін Фахретдін у праці «Знамениті дами» називає Зухру Акчуріну «перлиною серед татарських жінок», відзначаючи, що через сильне бажання служити просвіті, попри незгоду родичів, вона залишила рідну Симбірську губернію і поїхала до Криму в Бахчисарай.

### Робота в газеті
32-річний чоловік у квітні 1883 року домігся дозволу видавати газету «Терджиман» російською і татарською мовами. 21-річна Зухра Акчуріна підтримала його ініціативу. Свій посаг і прикраси вона витрачала на видання газети. Протягом 5-6 років Зухра Ачкуріна вела всю роботу з оформлення, документації, залучення нових передплатників газети.
Коли починався випуск газети, подружжя вручну перевертали друкарську машину, друкували, фальцювали, писали адреси, наклеювали марки, доставляли на пошту. Після розсилання чергового номера газети передплатникам бралися до роботи над новим. Чоловік писав статті для російської частини газети зазвичай російською, а Зухра Акчуріна виправляла, спрощувала і перекладала тексти татарською мовою, яку знала краще від чоловіка. Газета виходила по 1-2 номери на тиждень, на одній стороні газети малого формату містився текст російською мовою, на іншій — татарською.
Зростав і тираж газети. Якщо в перший рік (1883) газета мала 320 передплатників, то 1884 року — 406 передплатників, а 1885 року — 1000 передплатників. Газета почала покривати свої витрати тільки на початку XX століття. За 20 років Ісмаїл Гаспринський і Зухра Акчуріна змогли підготувати своїх постійних учнів. У той час, коли чоловік виїжджав з роботою в інші міста, випуском газети повністю керувала Зухра Акчуріна. Вона писала відповіді на листи, готувала і публікувала статті, присвячені волго-уральському регіону.
Коли газета стала на ноги, Зухра Акчуріна взяла в редакцію співробітників і залучила до газетної справи своїх братів. Вона, передавши помічникам частину обов'язків щодо газети, зайнялася новою для неї справою — створенням зразкової школи для дівчаток.
Міський голова Бахчисарая Мустафа Давидович назвав Зухру Акчуріну «першою журналісткою серед мусульманських жінок Росії» і від імені кримських тюрків подарував їй золоту брошку. Представники Казані назвали її «матір'ю нації».

### Педагогічна діяльність
1893 року Зухра Акчуріна на власні кошти відкрила в Бахчисараї власну початкову школу нового методу для дівчаток і протягом 10 років очолювала її. За зразок для школи вона взяла початкову школу для хлопчиків, яка діяла від 1883 року при Зинджирли-медресе.

### Смерть
13 квітня 1903 Зухра Акчуріна захворіла черевним тифом і померла на 41-му році життя. Її могила розташована біля входу до мавзолею перших кримських ханів. Коли 1914 року помер Ісмаїл Гаспринський, його поховали на одному кладовищі з Зухрою Акчуріною на території медресе «Зинджирли».
Різаітдін Фахретдін зазначив, що після смерті Зухри-ханум на ім'я Ісмаїла Гаспринського прийшло близько трьохсот листів і телеграм зі співчуттями з усіх куточків Росії.

## Сім'я
Чоловік — Ісмаїл Гаспринський (1851—1914)
- Дочки — Шефіка (1886—1975), Нігяр (1896—?).
- Син — Ріфат (1884—1925), Джавад-Мансур (1897—?), Гейдар-Алі (1898—?).

## Пам'ять
У серпні 2015 року пройшла Міжнародна конференція «Юсуф Акчура: спадок і сучасність», де протягом декількох днів — спочатку в Казані, потім в Ульяновську і в родовому маєтку Старотимошкино — вчені з Росії і Туреччини читали доповіді про історію роду Акчуріних. У рамках цієї конференції сільській бібліотеці Старотимошкино присвоєно ім'я Зухри Гаспринської-Акчуріної.